# Stensved
Stensved is een plaats in de Deense regio Seeland, gemeente Vordingborg, aan de zuidkant van het eiland Seeland. Stensved ligt vier kilometer ten oosten van Nyråd en zeven kilometer ten oosten van de hoofdplaats Vordingborg.
Stensved telt 1.583 inwoners (2014). Hoewel Stensved een kleine plaats is, zijn er vrij veel winkels, waaronder twee supermarkten, twee pizzeria's, kappers, een slager en autobedrijven.
Een vijftal kilometer ten noorden van Stensved bevindt zich de Kulsbjerg. Deze heuvel is het met zijn 107 m hoogte het hoogste punt van Zuid-Seeland.
Stensved was reeds bewoond in de IJzertijd.
- MusicBrainz: cdee701d-97b5-42c9-b5f5-a833391a226a
- Virtual International Authority File: 7966147907516379210004